# Three Wolf Moon
 (février 2021).
Three Wolf Moon est un T-shirt représentant trois loups hurlant à la lune. Les nombreux avis satiriques écrits à ce sujet sur Amazon.com sont devenus un phénomène Internet. Le T-shirt a été conçu par l'artiste Antonia Neshev.

## Origine

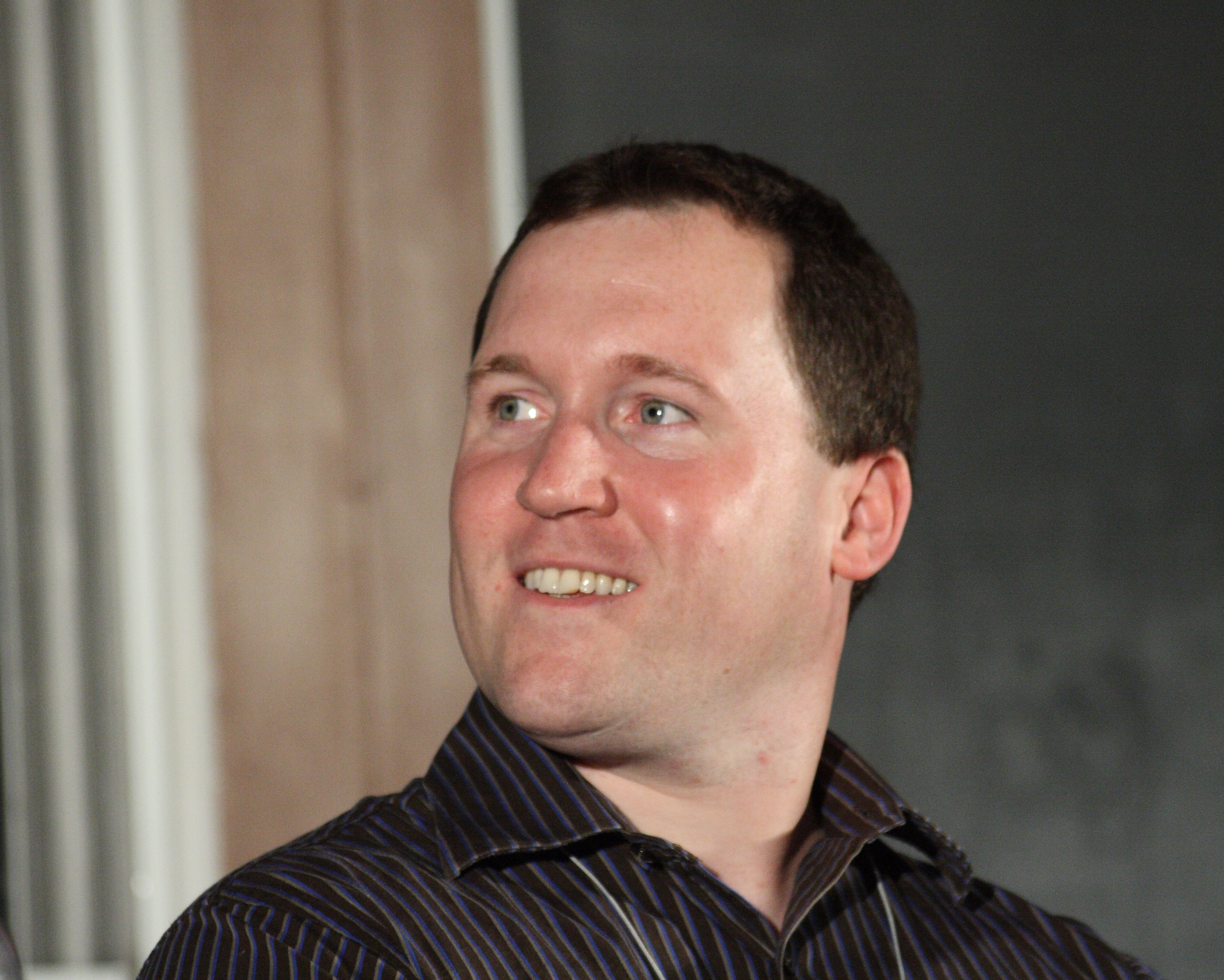
Brian Govern, auteur du premier avis

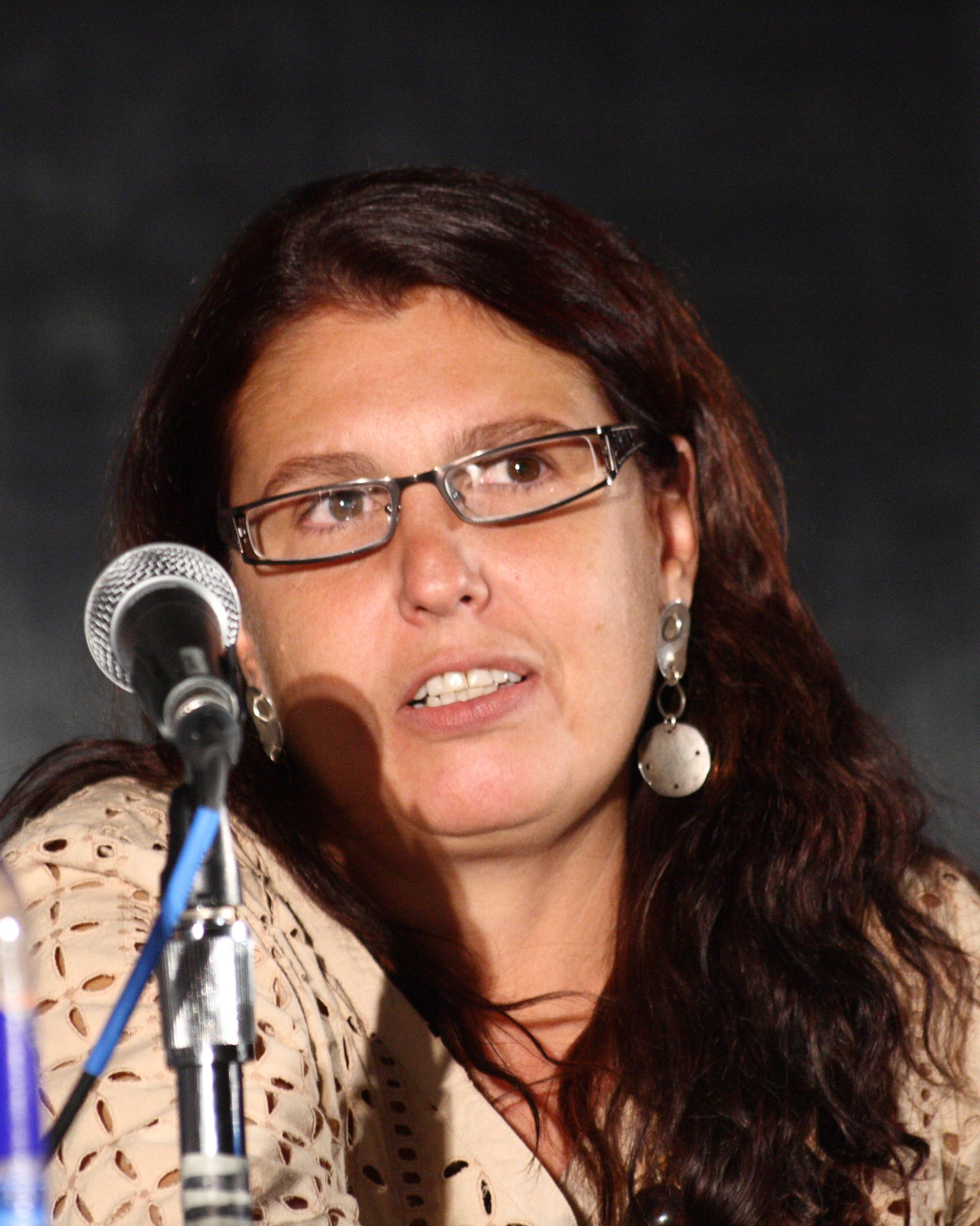
Antonia Neshev, créatrice du design Three Wolf Moon

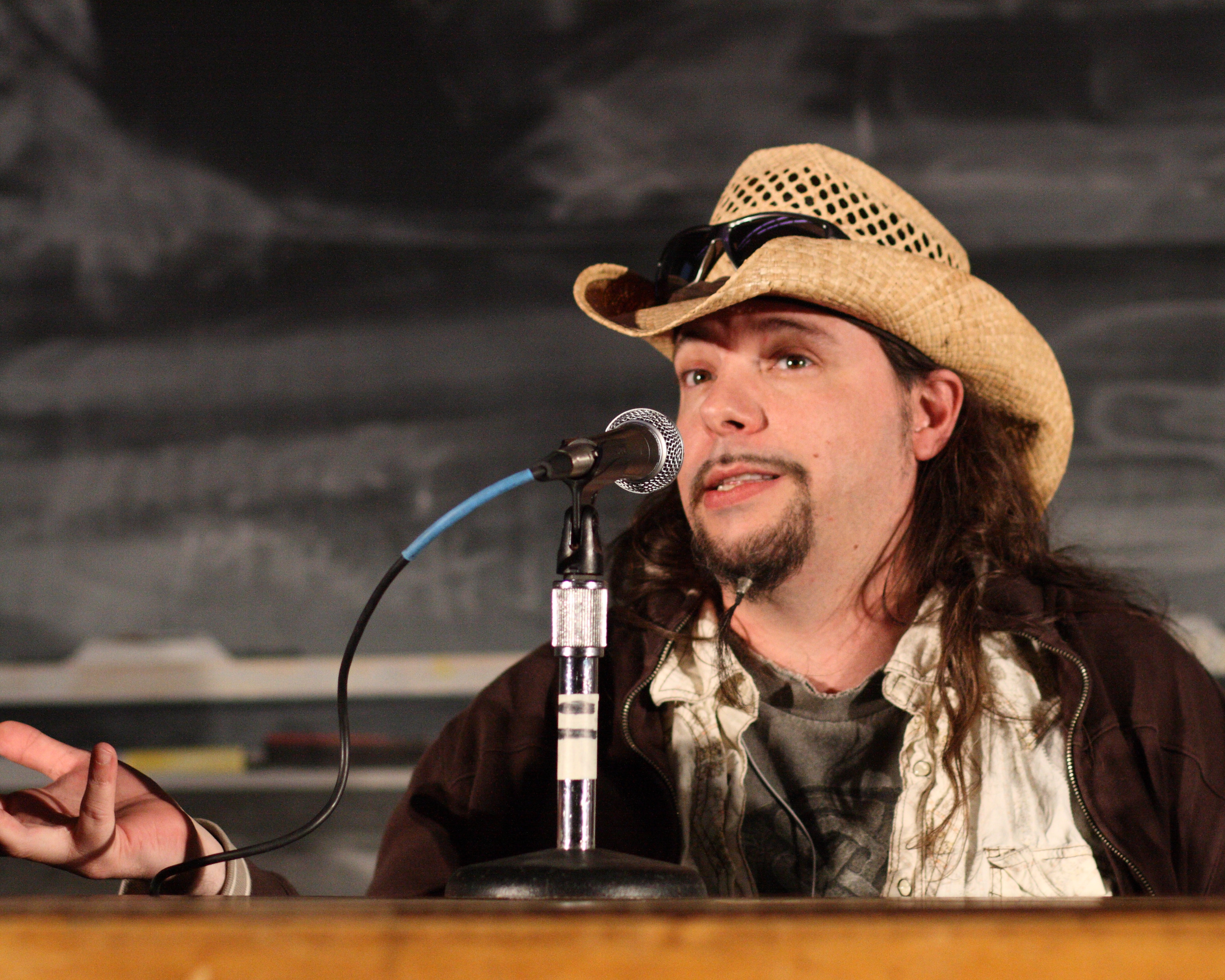
Michael McGloin, directeur artistique de The Mountain Corporation

Le t-shirt Three Wolf Moon, créé par The Mountain Corporation, a gagné en popularité après avoir reçu des critiques sarcastiques sur Amazon.com lui attribuant de grands pouvoirs, comme rendre chaque personne portant ce t-shirt irrésistible aux yeux des femmes, faire peur aux autres hommes ou même avoir des capacités de guérison magiques. Ces avis laissés sur Amazon ont été écrits principalement par des membres de la section Divers[pas clair] de Bodybuilding.com.  
Brian Govern, un étudiant en droit à l'Université Rutgers, cherchait à acheter un livre universitaire sur Amazon et a été conduit malgré lui au T-shirt Three Wolf Moon par une recommandation d'Amazon qui avait été ciblée sur les étudiants achetant des livres de semestre universitaires  Il a décidé d'écrire une critique du vêtement sur un coup de tête sans être en possession de ce dernier. Sa fausse « sérieuse » critique écrite sous le pseudo « Bee-Dot-Govern » en novembre 2008 se concluait ainsi : 

« Pour:Convient à mon côté efféminé, a des loups dessus, attire les femmes
Contre: Seulement 3 loups (il pourrait y en avoir plus sur les biceps), je ne peux pas voir les loups si je m'assois les bras croisés, Les loups seraient mieux s'ils pouvaient briller dans le noir. »

Depuis la publication de cet avis original, plus de 4 800 avis similaires ont été publiés. Certaines personnes en écrivant leur avis ont publié des images montrant des personnes célèbres portant ce t-shirt 
Ce t-shirt a suscité un nouvel intérêt lorsqu'il est devenue populaire sur les réseaux sociaux tels que Digg et Facebook. Puis il a ensuite été salué dans les médias conventionnels comme étant un phénomène Internet. Le chercheur allemand Melvin Haack le considère comme un exemple notable de blague de redneck.  
Certaines de ces critiques ont été incluses dans des études de recherche sur le sarcasme en ligne. Un tel sarcasme tend à perturber l'analyse des commentaires des clients, les textes ont donc été analysés afin de déterminer quels éléments pourraient-être identifiés comme étant du sarcasme. Un exemple commun trouvé dans l'analyse n-gramme était l'utilisation du terme « mâle alpha ».

## Ventes
Le T-shirt est fabriqué par The Mountain Corporation une entreprise de vêtements de gros à Keene, New Hampshire, États-Unis. Leur directeur artistique, Michael McGloin, a déclaré qu'ils fabriquaient beaucoup plus de T-shirt en réponse à la forte demande qui en avait fait l'article le plus vendu dans la section vêtement d'Amazon. En raison du succès de ce produit, la Division du développement économique du New Hampshire en a fait son « T-shirt officiel du développement économique du New Hampshire » et l'a décerné comme un prix de l' innovation.

## Parodies et attributions
Un T-shirt similaire mettant en vedette le phénomène internet des chats à clavier au lieu de loups a été produite sur le site de design de t-shirts Threadless. En juillet 2009, c'était le design le plus apprécié. 
La boutique en ligne officielle de Star Wars a créé une chemise « Moon Over My Ewok » qui parodie Three Wolf Moon avec des Ewoks et l' étoile de la mort à la place des loups et d'une lune.
Capcom a préparé une série limitée sur iam8bit d'un T-shirt « Three Wolf God Sun » pour le San Diego Comic-Con 2010, avec des images des dieux loups Shiranui, Amaterasu et Chibiterasu tirées de leurs jeux vidéo Ōkami et Ōkamiden,.
Minecraft a parodié le design dans sa propre marchandise de t-shirts, remplaçant les loups par des Creepers, un ennemi emblématique présenté dans le jeu.
Rooster Teeth a également créé une variante de la chemise avec des ennemis de la série Web RWBY appelée Three Beowolf Moon.
Il y a un tatouage et une affiche du dessin dans Les Sims 3 . En outre, il y a un T-shirt avec le design, mais avec des lamas au lieu de loups, dans Les Sims 3: Université Expansion Pack.
Dans un épisode de la version américaine de The Office intitulé Niagara, Dwight porte le T-shirt pour sortir en ville, croyant que cela attirera les femmes car les loups hurlants sont « suggestifs ».
Grumpy Cat a une version appelée « 3 Grumpy Cat Moon », Doge une version appelée « 3 Doge Moon ».
Il y a une plaque d'identité pour chien dans le jeu Battlefield 3 appelée « 6 Wolf Moon » qui est obtenue grâce à une promotion Dr. Pepper. La plaque d'identité pour chien a ce motif griffé dessus avec six loups au lieu de trois.
Dans l'épisode 1 de la saison 9 de It's Always Sunny In Philadelphia, Mac porte la chemise Three Wolf Moon.
Dans Skullgirls, le super niveau 3 de Beowulf est basé sur le maillot Three Wolf Moon, le Three Wulf Moonsault. Les trois premiers coups font apparaître des silhouettes de loups et se terminent par Beowulf délivrant un coup de corps alors qu'il est brièvement montré devant une pleine lune.
Dans Guild Wars 2, si trois rangers utilisent simultanément la compétence « Appel de la nature », un « Loup lunaire » est invoqué. L'animation de chaque compétence représente un loup hurlant à la lune semblable à celui montré sur le t-shirt. Le « Wolf Rank Finisher » comporte également une animation ressemblant au design.
Dans l'épisode 4 de la saison 1 de M. Robot, Mobley porte le T-shirt Three Wolf Moon.
Dans le jeu vidéo NEO Scavenger, le joueur peut trouver un T-shirt Three Dog Moon qui rendra les Dogmen moins susceptibles de les attaquer.
Dans le jeu vidéo The Wolf Among Us, si vous[Qui ?] obtenez tous les trophées du jeu sur les consoles PlayStation, l'image platine a une version de l'image avec Bigby Wolf comme les loups[pas clair].
L'Université de Georgetown a créé une parodie de la chemise Three Wolf Moon en utilisant des images de leur mascotte Jack the Bulldog comme une promotion pour les étudiants participant à un match de basket-ball 2015.